# Antonio Saura Martín
Antonio Saura Martín (Sogorb, 1972) és un enginyer i polític valencià, alcalde d'Alaquàs (l'Horta Sud) des de 2019.
Llicenciat en enginyeria de telecomunicacions per la Universitat Politècnica de València l'any 1996, Saura s'incorpora a l'empresa privada com a enginyer. L'any 2001 obté la plaça de professor de secundària en l'especialitat de tecnologia.
En l'àmbit polític milita al Partit Socialista del País Valencià (PSPV-PSOE) i s'incopora a l'equip de govern de l'alcalde d'Alaquàs Jorge Alarte l'any 2003 com a regidor responsable de modernització. Renova l'acta de regidor a les successives eleccions de 2007, 2011 i 2015. L'any 2019 encapçala la candidatura del PSPV i aconsegueix l'alcaldia d'Alaquàs per majoria absoluta i el 2023 amb una majoria relativa, amb el suport de Compromís.